# Errico De Renzi
Errico De Renzi (Napoli o Paternopoli, 12 settembre 1839 – Napoli, 8 dicembre 1921) è stato un patologo e politico italiano.

## Biografia
Figlio di Salvatore, storico della medicina e docente all'Università di Napoli, segue le orme paterne e a soli venti anni si laurea in medicina, avviando un'intensa attività che lo vede impegnato al contempo sul piano medico, scientifico e didattico da una parte, sociale e politico dall'altra. Convinto sostenitore dell'unità italiana, nel 1860 presta la sua opera nell'ospedale garibaldino della città, ed ottiene la nomina a coadiutore del supremo magistrato di Sanità di Napoli, e a sottocommissario medico per la Sanità marittima; in quest'ultima veste nel 1865 dirige il lazzaretto di Nisida durante un'epidemia.
L'anno successivo, allo scoppio della terza guerra d'indipendenza, parte volontario per il fronte e presta la sua opera di medico nelle file garibaldine.
Nel 1884 è in prima fila durante l'epidemia di colera che colpisce la città, opera che gli vale prima l'elezione a consigliere comunale, e nel 1886 la prima elezione a deputato nel secondo collegio elettorale di Avellino. Nel 1898 viene nominato senatore come deputato «dopo tre legislature o sei anni di esercizio».